# Joaquim Costa
Joaquim Costa Puig (Badalona, 30 ottobre 1957) è un ex cestista e allenatore di pallacanestro spagnolo, professionista in Spagna.

## Carriera
Con la Spagna ha disputato due edizioni dei Campionati mondiali (1982, 1986) e tre dei Campionati europei (1979, 1981, 1985).

## Palmarès

### Giocatore
- Campionato spagnolo: 5

Barcellona: 1982-83, 1986-87, 1987-88, 1988-89, 1989-90
- Copa del Rey: 3

Barcellona: 1983, 1987, 1988
- Supercoppa spagnola: 1

Barcellona: 1987
- Liga catalana: 2

Barcellona: 1982, 1989
- Coppa Korać: 1

Barcellona: 1986-87
- Supercoppa europea: 1

Barcellona: 1986

### Allenatore
- Copa del Rey: 1

Barcellona: 2001